# Salvatore Garofalo
Salvatore Garofalo (Torre del Greco, 17 aprile 1911 – Roma, 25 ottobre 1998) è stato un presbitero, biblista, scrittore e docente italiano.

## Biografia
Salvatore Garofalo nacque a Torre del Greco (Napoli) il 17 aprile del 1911 da una umile famiglia di artigiani e fu battezzato il 23 aprile nella parrocchia di Santa Croce. Entrò nel Seminario Arcivescovile di Napoli nel 1925 dove seguì gli studi liceali e, in seguito, quelli di filosofia. A vedere in lui le grandi potenzialità di studioso e non solo per i meriti scolastici, fu l'allora cardinale di Napoli Alessio Ascalesi, che lo inviò a Roma nel 1928 per studiare presso il Pontificio Seminario Romano, presso il quale si laureò in teologia nel 1932. 
L'anno successivo, il 23 luglio del 1933, fu ordinato sacerdote dallo stesso cardinale Ascalesi nella cattedrale di Napoli. Sempre il cardinale lo spinse a proseguire gli studi in Scienze Bibliche presso il Pontificio Istituto Biblico di Roma, dove si laureò brillantemente nel 1940, per poi tornare a Napoli ad insegnare Sacra Scrittura nel Seminario Arcivescovile. Fu chiamato a tutti i magisteri più prestigiosi della sua Napoli e le università teologiche romane lo ebbero come apprezzato docente. Fu chiamato presso l'Istituto Orientale di Roma e poi alla Pontificia Università Urbaniana dove insegnò Sacra Scrittura. Fu Rettore Magnifico della stessa Pontificia Università Urbaniana per ben due mandati, dal 1958 al 1971. 
Nel 1947 iniziò la direzione dell'opera che più lo ha reso noto: La sacra Bibbia. Volgata latina e traduzione italiana dai testi originali illustrate con note critiche e commentate, serie di commentari ai libri dell'Antico e del Nuovo Testamento, pubblicata in vari volumi dall'editore Marietti di Torino, nella quale coinvolse i migliori studiosi italiani raggiungendo uno standard che è ancora oggi un importante punto di riferimento, e che è conosciuta come Bibbia Garofalo. Egli stesso curò Il libro dei Re nel 1951.
Nel 1948 Garofalo si fece promotore della Fondazione dell'Associazione Biblica Italiana dei professori di Sacra Scrittura, di cui fu il primo presidente, fino al 1954. Pur coltivando il lavoro biblico a carattere scientifico, continuò ad occuparsi della divulgazione biblica, come peraltro aveva iniziato a fare da giovane con testi come “Il peso di Dio e l'angoscia dell'uomo Giobbe” del 1949 e "Dall'Evangelo agli Evangeli" del 1959. Per portare la Bibbia a livello di tutti, usò tutti i media come la Radio Vaticana  e italiana, le conferenze in Italia e all'estero, i gruppi di studio biblici in cenacoli romani e ancora le Novene  in San Pietro nel 1977.
Agli inizi degli anni settanta, quando era canonico della Basilica di Santa Maria Maggiore, diede il proprio contributo alle iniziative di papa Paolo VI di tenere un quaresimale sul modello delle conferenze di Notre-Dame. Il suo apporto diede nuovo impulso agli studi biblici, come testimonia il Dizionario del Concilio Ecumenico Vaticano II del 1969.
Proprio a testimonianza del pontificato di Paolo VI, pubblicò il testo “Paulus PP. VI (1897-1978 – una rara amicizia: Giovanni Battista Montini e Mariano Rampolla del Tindaro: carteggio 1922-1944”.
. 
Ancora tra gli anni cinquanta e sessanta viaggiò ripetutamente in Terra santa raccogliendo una documentazione fotografica d'eccezione che nel 2001 è stata donata dalla famiglia ai Musei Vaticani e parzialmente raccolta nel volume di Lorenzo Nigro intitolato Gerusalemme e la Palestina, uno sguardo tra Bibbia e Archeologia – La terra Santa nelle fotografie di Mons. Salvatore Garofalo (Città del Vaticano, 2008) Nel 1960 diresse la pubblicazione de La sacra Bibbia tradotta dai testi originali e commentata, in 3 volumi, sempre edita da Marietti a Torino.
Nel 1971, sempre sotto la sua direzione, anche se non ufficialmente, venne alla luce la grande edizione de La sacra Bibbia, a cura della Conferenza Episcopale Italiana. Negli anni 1971 e 1972 Garofalo fu, per conto della Santa Sede, responsabile del "Comitato per l'Anno Internazionale del Libro", indetto dall'UNESCO. Sempre negli anni settanta ebbe l'impegnativo incarico di "Segretario della Pontificia Commissione per la Revisione del Testo Ufficiale in latino della Bibbia", portata a compimento nel 1980. Ancora nel 1978 curò per la Conferenza Episcopale Italiana l'edizione ufficiale dei Vangeli in italiano.
Fu membro della commissione teologica della Costituzione dogmatica Dei Verbum sulla divina Rivelazione, durante il Concilio Ecumenico Vaticano II in qualità di perito. Al termine del Concilio stesso, curò la pubblicazione delle Costituzioni Conciliari per l'editrice Àncora. Negli ultimi anni si dedicò all'agiografia, scrivendo diverse vite di santi, tra le quali certamente preferì quella intitolata Un parroco sugli altari: il beato Vincenzo Romano (1963), un sacerdote nativo della sua Torre del Greco, di cui fu anche con successo Postulatore della causa di beatificazione. 
Monsignor Garofalo morì nella sua casa romana, in famiglia, domenica 25 ottobre 1998, all'età di 87 anni. Così lo saluta José Saraiva Martins, prefetto della Congregazione delle Cause dei Santi, sull'Osservatore Romano: «Riflettendo con animo grato sulla sua limpida personalità di sacerdote e di profondo e fecondo studioso della Bibbia, viene da pensare ad una di quelle querce secolari [...] che resistono al vento e alle tempeste. Forse, nel bosco ceduo di tanti alberelli che infoltiscono – talora discutibilmente – la pubblicistica biblica del nostro tempo, Monsignor Garofalo è la quercia dove più di un aquilotto dovrà posarsi prima di prendere il volo per i cieli di Dio»

## Opere
- La passione e la morte di Gesù. Note esegetiche al racconto comparato dei quattro Vangeli. (1942)
- Le parole di Maria. (1943)
- Dizionario di Teologia Dommatica. (1945)
- Introduzione al nuovo Salterio del Breviario Romano. (1945)
- La sacra Bibbia. Volgata latina e traduzione italiana dai testi originali illustrate con note critiche e commentate, sotto la direzione di Salvatore Garofalo, Torino, Marietti, 1947-78.
- Il peso di Dio e l'angoscia dell'uomo Giobbe. (1949)
- Il libro dei Re, a cura di Salvatore Garofalo, Torino, Marietti, 1951.
- I Patriarchi della Bibbia. (1954)
- Il “Pater Noster”. (1955)
- Le donne del Vangelo. (1958)
- La Bibbia oggi. L'Antico Testamento. (1959)
- Dall'Evangelio agli Evangeli. (1959)
- La Bibbia: l'Antico Testamento. (1959)
- Il peccato nei Vangeli. (1959)
- La sacra Bibbia tradotta dai testi originali e commentata, a cura e sotto la direzione di mons. Salvatore Garofalo, 3 voll., Torino, Marietti, 1960.
- Pietro nel Evangelio. (1964)
- Maria di Nazareth, pellegrina della fede.